# セリアック病
セリアック病（セリアックびょう、英: coeliac disease、米: celiac disease）またはシリアック病（シリアックびょう）は、遺伝的素因のある子供や大人の小腸に影響を与える慢性の多臓器自己免疫疾患であり、グルテンを含む食品を摂取すると発症する。この疾患はまた「グルテン過敏性腸症」「グルテン性腸症」「セリアックスプルー（英: celiac sprue）」とも呼ばれる。英語圏では他にも「グルテン拒否症」「非熱帯性腸症」という意味の表現も用いられている。

## 概要
第二次世界大戦中のヨーロッパでグルテン食との関連が指摘され認識が広まった。
遺伝性疾患である。患者の近親者にはセリアック病患者が見られることから遺伝的要因が大きいとされており、セリアック病の人のほとんどが、（ヒト白血球型抗原の）HLA-DQ2またはHLA-DQ8が陽性である。
欧米での罹患率は1%程度と報告されている。米国では113人に1人（1％）という高頻度で発症するため、大問題となっている。一方、日本での罹患率は不明である。
機序（メカニズム）
小腸内の上皮細胞には絨毛・微絨毛と呼ばれる小突起が存在して栄養素の吸収を行なっている。遺伝的にセリアック病にかかっている患者がグルテンを含有する食物などを摂取すると、ヒトの消化酵素では分解できないグルテン分子の一部が小腸上皮組織内にペプチド鎖のまま取り込まれ、これに対する免疫反応がきっかけとなって自己の免疫系が小腸の上皮組織を攻撃して炎症を起こすことで絨毛などを損傷し、また上皮細胞そのものの破壊にまで至ってしまう。この結果、小腸から栄養を吸収出来なくなり、患者は食事の量などに関らず栄養失調の状態に陥る。

## 症状
セリアック病の症状はとても幅広い。代表的なものに、消化器官の損傷が直接的に影響するものと、損傷が副次的に影響する物に分けられる。また、その症状は、他の病気、過敏性腸症候群、クローン病、憩室炎、慢性疲労症候群、全身性エリテマトーデス、自己免疫疾患などと似ている。
消化器症状の例
- 腹部膨満感と痛み、慢性の下痢、悪臭を放つ便（脂肪便）

消化管外症状の例
- 鉄欠乏性貧血、骨粗鬆症、1型糖尿病、小脳失調症、不妊症
- 栄養吸収障害による体重の急激な減少や増加、貧血（赤血球数の低下）、無月経、成長の遅れ（子供の場合）

その他の症状
- シェーグレン症候群、線維筋痛症、円形脱毛症、硬皮症、関節リウマチ、など

## 検査
- 上部消化管内視鏡 - 十二指腸の波状変形の感度は48に過ぎないが、特異度は99%と優れていた（陽性適中率は97%）[9]。
- 病理組織診断 - 十二指腸下行脚の小腸生検は特異度が低いが、診断のために必須である。
- 血清学的マーカー - 抗グリアジン抗体（AGA）と抗筋内膜抗体（EMA）、抗組織トランスグルタミナーゼ抗体（tTG）が用いられる。これらを併用すると、陽性および陰性適中率はほぼ100 %となる[10]。
  - 抗ヒトtTG抗体検査は、ほぼ100%に近い感度を示す。抗グリアジン抗体のテストは低い感度と特異度のためもはや推奨されない[11]。

## 治療
薬物療法コルチコステロイド投与。
セリンプロテアーゼの消化酵素を使った治療法は、試験段階で認可された医薬品はない。
対症療法大部分の患者は、グルテンを含まないグルテン除去食が唯一の認められた治療法となる。

## 病名の語源
「coeliac」という単語は、ギリシア語のギリシャ語: κοιλιακος, koiliakos（腹部の）に由来しており、古代ギリシャにて本疾患を記述したとされるカッパドキアのアレタイオスの著作の翻訳に基づき、19世紀に導入された。